# Dia do Fico

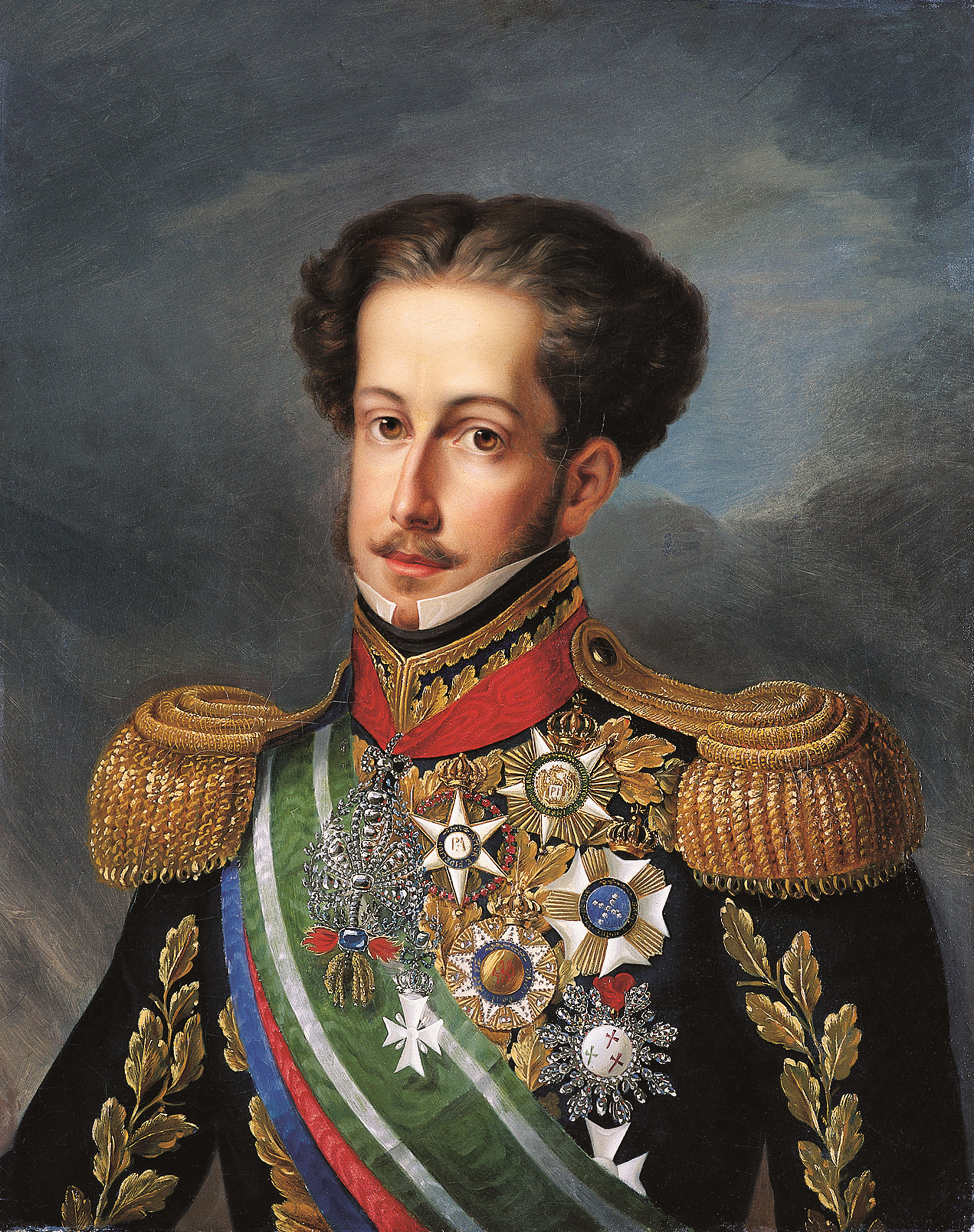
Pierre Ier du Brésil et IV de Portugal.

Le Dia do Fico (en français : jour du "je reste"),  arriva le 9 janvier 1822 quand le futur Pierre Ier du Brésil refusa les ordres des Cortes portugaises qui exigeaient son retour à Lisbonne et resta au Brésil.

## Contexte et déroulement
Vers 1821, quand les Cortes portugaises commencèrent à penser à refaire du Brésil une colonie, les libéraux radicaux s'unirent au Parti brésilien pour maintenir l'autonomie du Brésil. Les Cortes envoyèrent alors une nouvelle décision au prince régent. Une des exigences était son retour immédiat au Portugal.
En réponse, les libéraux radicaux organisèrent une pétition pour réunir des signatures en faveur du maintien du prince au Brésil. De cette manière, ils encouragèrent le régent à rester, en réunissant 8 000 signatures. C'est alors que, en dépit des ordres venant du Portugal pour son retour en Europe, il déclara au public : « Si c'est pour le bien de tous et le bonheur général de la Nation, je suis prêt ! Dites au peuple que je reste ».
À partir de là, Pierre entra en conflit direct avec les intérêts portugais, pour rompre le lien existant entre le Portugal et le Brésil. Cet épisode précéda l'indépendance du Brésil, qui allait être proclamée le 7 septembre 1822.